# Rabinovo náměstí

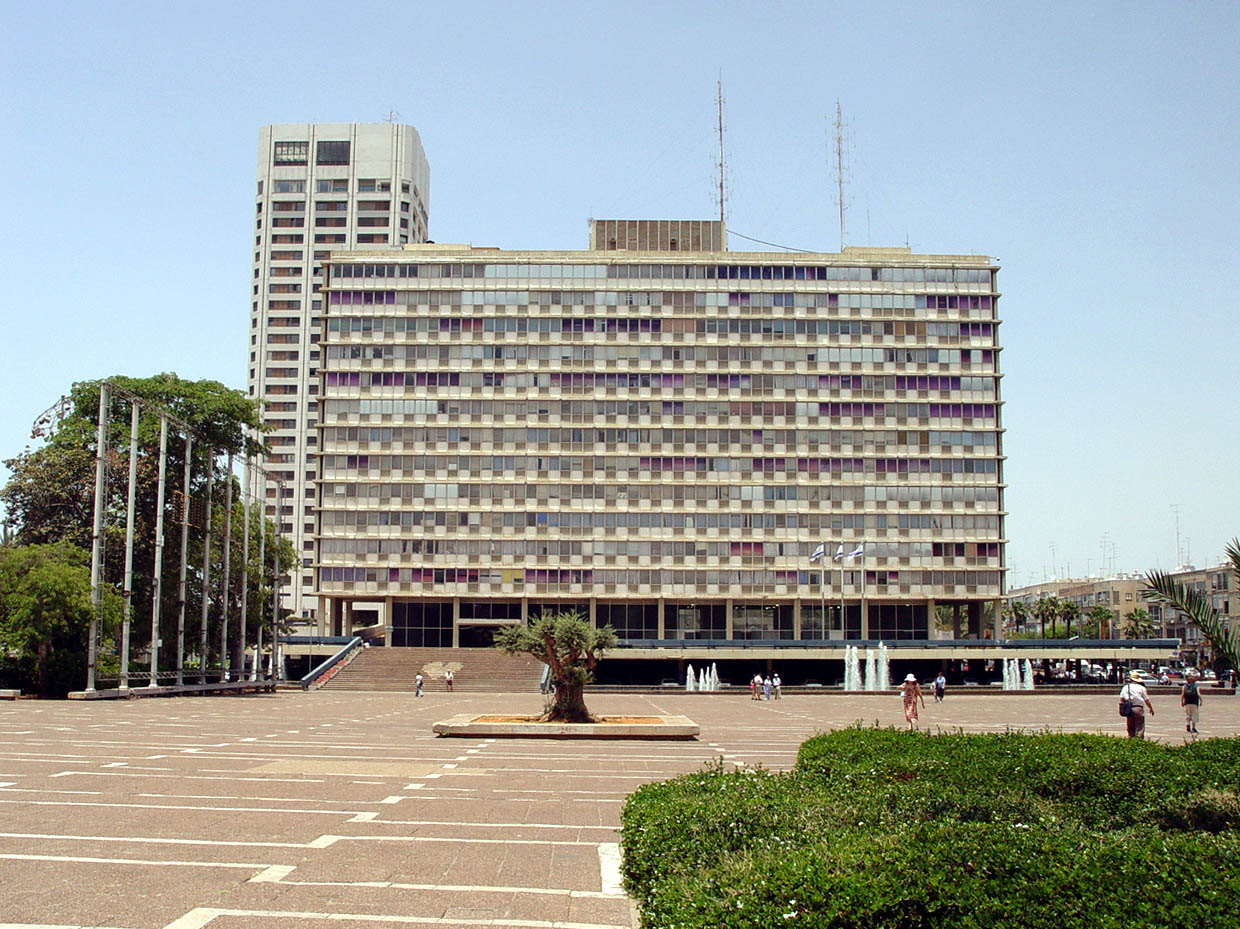
Rabinovo náměstí a budova městské radnice

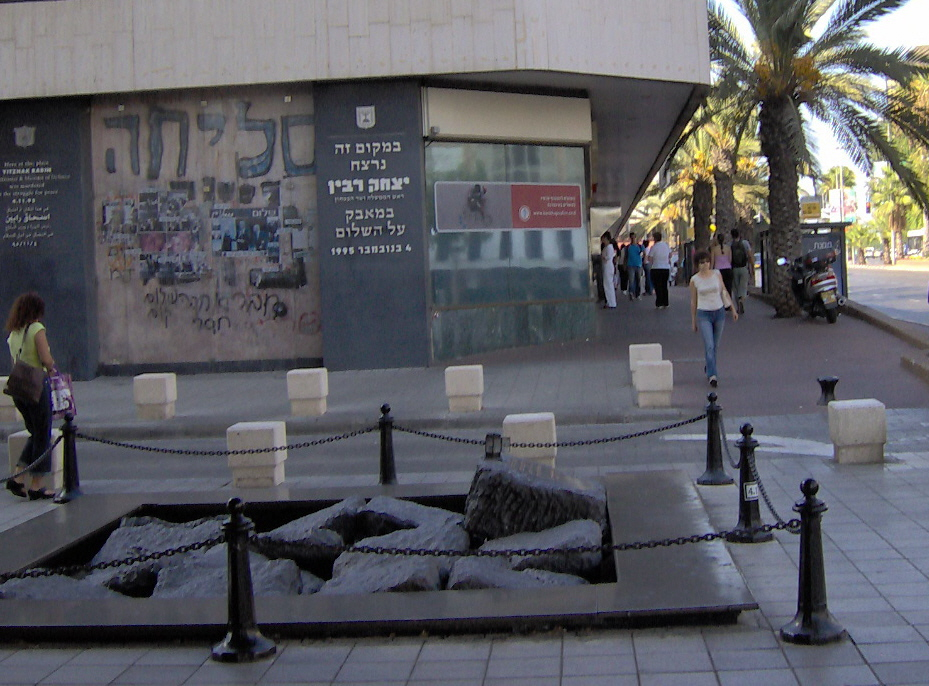
Rabinův památník. Jeho součástí je nápis: „Na tomto místě byl zavražděn Jicchak Rabin v boji za mír.“ Na největší graffiti je napsáno „promiň“

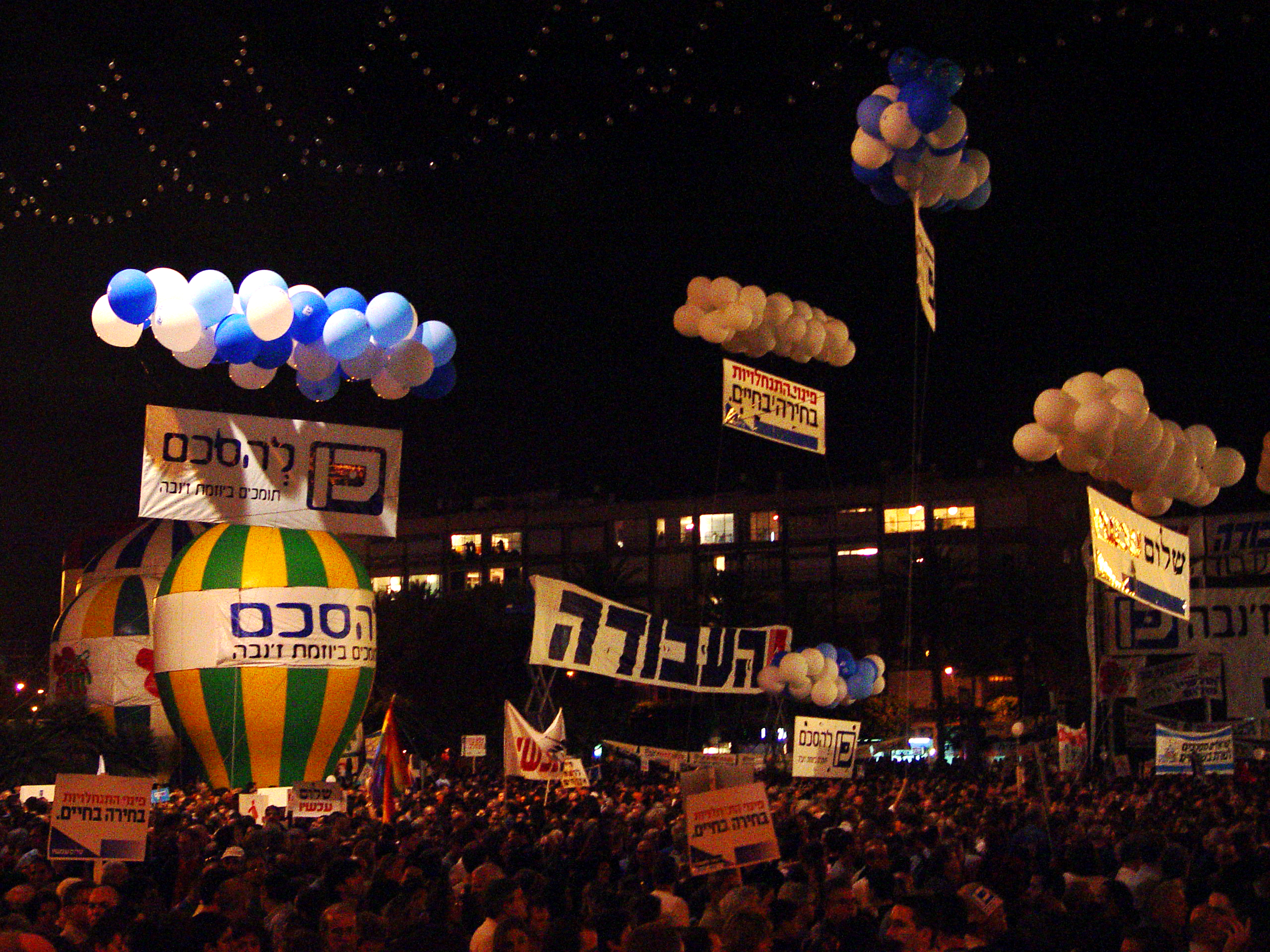
Demonstrace na Rabinově náměstí v roce 2004 na podporu Ženevské dohody

Rabinovo náměstí (hebrejsky: כיכר רבין, Kikar Rabin), dříve náměstí Izraelských králů (hebrejsky: כיכר מלכי ישראל, Kikar Malchej Jisra'el) je největší náměstí v Tel Avivu v Izraeli. Je známé pro pořádání mnoha politických shromáždění, demonstrací, průvodů a jiných veřejných akcí. Náměstí bylo přejmenováno v roce 1995 po atentátu na premiéra Jicchaka Rabina.
Náměstí je obklopeno ze severní strany budovou městské radnice (postavené podle návrhu architekta Menachema Kohena), z východní strany ulicí Ibn Gabirola, z jihu Frischmannovou ulicí a ze západu bulvárem Chen. Náměstí bylo vystavěno podle projektu architekta Jaskiho a Alexandroniho z roku 1964.

## Historie
Do počátku 90. let se na náměstí pořádala shromáždění na izraelský den nezávislosti (hebrejsky: יום העצמאות, Jom ha-acma'ut) a vojenské přehlídky jednotek Izraelských obranných sil (hlavně tanků a těžkého dělostřelectva).
Dne 4. listopadu 1995 se na náměstí konala stotisícová mírová manifestace, na jejímž závěru byl zavražděn tehdejší premiér Jicchak Rabin. V následujících dnech náměstí zaplnily statisíce Izraelců, kteří si Rabina připomínali. Mladí lidé, kteří si přišli Rabina připomenout, zapalovali mnoho svíček a zpívali písně míru. Na jedné ze zdejších zdí tehdy vznikla graffiti, která byla dodnes zachována.
Na místě Rabinova zavraždění (v severovýchodním rohu náměstí před městskou radnicí) se nachází památník. Součástí památníku je malá zeď připomínající odkaz tohoto státníka. Poblíž severní části náměstí je pamětní plastika navržená izraelským umělcem Jigalem Tumarkinem, připomínající holokaust.

## Plány na renovaci
Ke konci 90. let a počátkem následujícího desetiletí zaznívala kritika podoby náměstí a zejména pak vzhledu budovy městské radnice. To, co bylo v 60. letech pokládáno za největší a nejpůsobivější architektonické dílo města, je kritiky považováno za jednu z největších ohyzdností Tel Avivu. Součástí plánů na renovaci náměstí je nový vzhled městské radnice, která by se přiblížila vzhledu nových telavivských mrakodrapů a vybudování velkého podzemního parkoviště pod náměstím, které by sloužilo pro sousední čtvrtě, které trpí chronickým nedostatkem parkovacích míst. Zastánci současného vzhledu naopak argumentují, že stávající podoba náměstí i radnice je součástí telavivské historie, a jako taková by měla být uchována. Díky odpůrcům změn tak dochází k odkladům rekonstrukce.